# Tainarys sordida
Tainarys sordida är en insektsart som beskrevs av Burckhardt 1987. Tainarys sordida ingår i släktet Tainarys och familjen rundbladloppor. Inga underarter finns listade i Catalogue of Life.